# Schloss Froschau

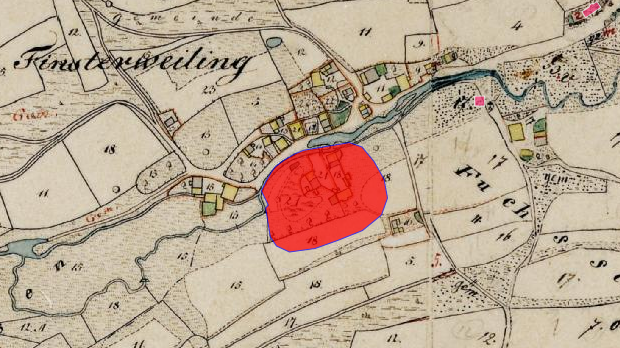
Lageplan von Schloss Froschau auf dem Urkataster von Bayern

Das abgegangene Schloss Froschau befand sich im Dorf Finsterweiling, einem Ortsteil der Stadt Velburg im Landkreis Neumarkt in der Oberpfalz. Die Anlage wird als Bodendenkmal unter der Aktennummer D-3-6735-0092 im Bayernatlas als „untertägige Befunde des abgebrochenen Hofmarkschlosses und mittelalterlichen Adelssitzes "Froschau" in Finsterweiling“ geführt. 

## Geschichte
Finsterweiling war eine Hofmark im Fürstentum Pfalz-Neuburg. 1807 wurde das Wasserschloss von der Familie von Weitenau verkauft.

## Baulichkeit
Das Schloss lag am Waldhauser Bach, einem rechten Zufluss zur Schwarzen Laber. Das Wasserschloss wurde, nachdem es mehrmals umgebaut wurde, um 1961 abgerissen. Dabei wurden Hinweise auf eine Kapelle entdeckt. Von dem Schloss sind nur noch untertägige Reste vorhanden, die als Bodendenkmal unter Denkmalschutz stehen. Das Areal des Schlosses ist modern überbaut.